# Печера Трипільська
Пече́ра Трипі́льська — геологічна пам'ятка природи місцевого значення. Розташована в Бахмутському районі Донецької області на околиці села Трипілля. Печера розташована в правому борту безіменної притоки річки Мокра Плотва.
Статус пам'ятки природи визначено рішенням обласної ради н.д. від 25 березня 1995 року. Площа — 5 га. Печера Трипільська природного карстового походження. Порожнина печери утворена в гіпсах, внаслідок вилуговування атмосферних опадів і підземних вод.
Печера «Трипільська» була відкрита в листопаді 1971 року спелеорозвідкою Київської лабораторії спелеологічний досліджень.
Печера була обстежена Донецької обласної спелеокомісією в 1978 році. До дослідження довелося залучати аквалангістів з СТК «Корифей». 46-метровий сифон був пройдений, але не змогли провести топографічну зйомку через сильне замутніння сифона. Повна топографічна зйомка печери без сифону була виконана в 1985 році і повторно в 1986 році.
Печера закладена по тектонічних тріщинах і тріщинах нашарування в білому дрібнокристалічному гіпсі. Довжина печери — 210 метрів. Середня висота печери 1,6 метра. Середня ширина печери 2,2 метра.
Вхід до печери являє собою вузьку косу щілину. За входом розташований Озерний зал. На підлозі озерного залу товстий шар буро-палієвих суглинків. В середині залу є підземне озеро. Середня глибина озера — 0,6 метра. Найбільша глибина озера — 1,8 метра. Площа озера при мінімальному рівні дорівнює 120 м ². На дні озера товстий шар буро-палієвих суглинків. Суглинки, що покривають підлогу печери і дно озера, потрапляють до печери разом із паводковими водами.
Озерний зал витягнутий в північно-східному напрямку. У залі є велика кількість бічних відгалужень. Більша частина з них закінчуються тупиками. У південно-західній частині Озерного залу є закритий сифон, і звід йде під воду. Через сифон можна потрапити в інший зал. Бічні відгалуження в цьому залі приводять в тупики.
З Озерного залу можна потрапити в Далекий зал. До нього веде хід у північно-західному напрямку. Потрібно пройти вузький шкуродерний хід, полусифон та галерею.
Далекий зал має кілька бічних відгалужень. Всі бічні відгалуження приводять в тупики і завали. На підлозі озерного залу товстий шар буро-палієвих суглинків. Далекий зал має різні рівні обводнення за роками.
Полусифон в ході від Озерного залу до Далекого має різні рівні обводнення за роками. Іноді полусифон повністю закривається.